# غلیظ‌تر از خون
غلیظ‌تر از خون (به انگلیسی: Thicker Than Blood) یک تله‌فیلم درام آمریکایی محصول سال ۱۹۹۸ به کارگردانی ریچارد پیرس با بازی میکی رورک، دن فوترمن و کارلو آلبان ساخته شده است. این فیلم در سال ۱۹۹۹ برنده جایزه آلما برای تلویزیون شد.

## داستان
گریفین برن (با بازی رورک) معلمی است که به تازگی به یک دبیرستان کاتولیک در یکی از محله‌های فقیر نشین نیویورک که توسط پدر فرانک لارکین مدیر مدرسه اداره می‌شود، منصوب شده است. در آنجا او با لی کورتز، پسری باهوش از خانواده‌ای فقیر آشنا می‌شود و سعی می‌کند به او کمک کند. لی قلب خوبی دارد و مهارت‌های هنری زیادی دارد، اما دائماً توسط محیط اجتماعی خود به پایین کشیده می‌شود و در شرف ترک مدرسه است. تلاش برن برای کمک به لی نشان دهنده مبارزات و مشکلاتی است که مدرسه هر روز در معرض آن قرار می‌گیرد.